# Hyperaspidius shauli
Hyperaspidius shauli är en skalbaggsart som beskrevs av Nunenmacher 1944. Hyperaspidius shauli ingår i släktet Hyperaspidius och familjen nyckelpigor. Inga underarter finns listade i Catalogue of Life.